# Manoir de Dalness
Pour les articles homonymes, voir Manoir et Skyfall (homonymie).
Le manoir de Dalness (Dalness House ou Dalness Estate ou Dalness Lodge, en anglais) est un manoir du XIXe siècle de style victorien-écossais, sur un domaine de plus de 5 000 hectares, de la région d'Argyll and Bute des Highlands d'Écosse. Il est célèbre pour être un manoir de famille de Ian Fleming, et pour inspirer celui de son personnage James Bond 007 dans le film Skyfall de 2012, de Sam Mendes (sous le nom fictif de Skyfall,).

## Histoire

Skyfall de 2012, de Sam Mendes

Le manoir de Dalness est construit sur deux étages en 1884, à environ 150 km au nord-ouest de Glasgow, au bord de la rivière Etive, sur un important domaine de plus de 5000 hectares (13 000 acres) de paysages spectaculaires de plaine de la vallée d'Etive (Glen Etive et Glen Coe) sur un haut plateau des Highlands, aux environs du loch Etive (un des plus beaux lochs d'Écosse) avec une activité en particulier de tir aux pigeons d'argile, de pêche à la truite et au saumon, ou de chasse au cerf...

### Ian Fleming et James Bond 007

Skyfall de 2012, de Sam Mendes (gare de King's Cross de Londres)

Blason et devise britannique de la famille Bond : Orbis non sufficit (The world is not enough, Le monde ne suffit pas, en latin)

Ce manoir est un manoir historique de famille de Ian Fleming (1908-1964, créateur de la saga James Bond avec son premier roman d'espionnage Casino Royale en 1952). Fils de Valentine Fleming (député britannique d'une richissime famille de banquier écossais) et d'Evelyn Sainte Croix Rose. Élevé à Londres, il étudie entre autres au collège d'Eton, puis à l'Académie royale militaire de Sandhurst, avant de devenir capitaine de corvette du service de renseignements de la marine britannique (Naval Intelligence Division - NID) pendant la Seconde Guerre mondiale, sous le nom de code « 17F ». Cette maison de famille inspire aux scénaristes du film le manoir Skyfall de la famille Bond, maison d’enfance fictive de James Bond, du 23e film de James Bond Skyfall de 2012 (les racines familiales écossaises de James Bond à Glen Coe sont révélées dans le 10e roman Au service secret de Sa Majesté de Ian Fleming de 1963). Dans ce film, l'agent secret britannique 007 (joué par Daniel Craig) se rend avec sa célèbre Aston Martin DB5 dans son manoir d'enfance avec M (directrice du MI6) pour y affronter leur ennemi (un ex agent du MI6) avec l'aide du garde-chasse du domaine. M succombe de ses blessures à la fin du film dans la chapelle-caveau familiale du manoir de la famille Bond, ou repose entre autres le père de James, Andrew Bond. Le manoir écossais du film (dans un vaste décor d'Highlands hivernal) est un décor de cinéma de bois et en plâtre reproduit dans un champ du comté de Surrey au sud de Londres, inspiré de l'original. L’Écosse apparaît également entre autres dans le film Le monde ne suffit pas de 1999, avec Pierce Brosnan, avec le château fort d'Eilean Donan du XIIIe siècle, quartier général écossais du MI6. Ian Fleming a également possédé entre autres deux autres maisons célèbres Goldeneye en Jamaïque dans la mer des Caraïbes, et White Cliff Cottage au bord de la manche dans le Kent en Angleterre...

## Au cinéma
- 2012 : Skyfall, de Sam Mendes (inspire le manoir Skyfall du film).